# Aloe labworana
Aloe labworana ist eine Pflanzenart der Gattung der Aloen in der Unterfamilie der Affodillgewächse (Asphodeloideae). Das Artepitheton labworana verweist auf das Vorkommen der Art auf den Labwor Hills in Uganda.

## Beschreibung

### Vegetative Merkmale
Aloe labworana wächst in der Regel stammlos, sprosst oder bildet Gruppen. Die 12 bis 16 lanzettlich verschmälerten Laubblätter bilden eine dichte Rosette. Die bläulich grüne, grau bereifte Blattspreite ist 60 bis 80 Zentimeter lang und 7 bis 8 Zentimeter breit. Sie ist mit vielen hellgrünlichen, linsenförmigen Flecken besetzt. Die stechenden, rötlich gespitzten Zähne am Blattrand sind 5 bis 6 Millimeter lang und stehen 12 bis 20 Millimeter voneinander entfernt. Der Blattsaft trocknet gelblich.

### Blütenstände und Blüten
Der Blütenstand weist zehn bis zwölf Zweige auf und erreicht eine Länge von bis zu 100 Zentimeter. Die unteren Zweige sind nochmals verzweigt. Die ziemlich dichten, zylindrischen, leicht konischen Trauben sind 8 bis 9 Zentimeter lang und 5 Zentimeter breit. Die eiförmig-spitzen Brakteen weisen eine Länge von etwa 2 Millimeter auf. Die gelben Blüten stehen an 10 Millimeter langen Blütenstielen. Die Blüten sind 28 Millimeter lang und an ihrer Basis gerundet. Auf Höhe des Fruchtknotens weisen die Blüten einen Durchmesser von 6 bis 7 Millimeter auf. Darüber sind sie sehr leicht verengt und schließlich zur Mündung leicht erweitert. Ihre äußeren Perigonblätter sind auf einer Länge von 12 Millimetern nicht miteinander verwachsen. Die Staubblätter und der Griffel ragen etwa 4 Millimeter aus der Blüte heraus.

### Genetik
Die Chromosomenzahl beträgt {\displaystyle 2n=14}.

## Systematik und Verbreitung
Aloe labworana ist im Norden von Uganda und im Süden von Sudan auf Felsvorkommen in Höhen von 1300 bis 1500 Metern verbreitet. 
Die Erstbeschreibung als Aloe schweinfurthii var. labworana durch Gilbert Westacott Reynolds wurde 1956 veröffentlicht. Susan Carter erhob die Varietät 1994 in den Rang einer Art.

## Nachweise